# 約束の柱、落日の女王
『約束の柱、落日の女王』（やくそくのはしら、らくじつのじょうおう）は、いわなぎ一葉による日本のライトノベル。イラストはAKIRAが担当。第16回ファンタジア長編小説大賞〈準入選〉受賞作。富士見ファンタジア文庫（富士見書房）より2004年9月に刊行された。続編として『真実の扉、黎明の女王』と完結編となる『平和の鐘、永遠の女王』が刊行された。

## ストーリー
17歳でシュラトス王国の王位についた女王クリムエラは、若さ故家臣の信を得られず、いらだちを覚えていた。このままでは、周囲の敵国により国は滅んでしまう。彼女は思い詰めある禁断の呪術を行うのだが―

## 登場人物
カルロ
クリムエラの前に現れた一人の戦士。政治、軍事と鮮やかな手並みを見せる。時を越えて古代のシュラトス王国に辿りついたイリアーラ帝国貴族であるが正体は秘匿されており口外していない。
クリムエラ
2000年前に存命していた古代の女王。
クレア
ウェルラント王国女王・クレーシア。元の時代でカルロが出会った少女。クリムエラに似ている。

## 既刊一覧
- いわなぎ一葉（著）・AKIRA（イラスト）、富士見書房〈富士見ファンタジア文庫〉、全3巻
  - 『約束の柱、落日の女王』、2004年9月18日発売[1]、ISBN 4-8291-1643-9
  - 『真実の扉、黎明の女王』、2005年2月19日発売[2]、ISBN 4-8291-1678-1
  - 『平和の鐘、永遠の女王』、2005年5月20日発売[3]、ISBN 4-8291-1714-1